# Омар, Луис
Луи́с Ома́р-и-Тобо́со (кат. Lluís Homar i Toboso; 20 апреля 1957, Барселона) — известный испанский актёр кино, театра и телевидения.

## Биография
Луис Омар-и-Тобосо родился в Барселоне 20 апреля 1957 года. Обучался в Барселонском автономном университете на факультете права, после чего поступил в театральную школу родного города.
В 1974 году началась профессиональная актёрская карьера Луиса. Он принял участие в постановке «Отелло» режиссёра Анхеля Кармоны. В 1976 году вместе с другими молодыми актёрами основал в Барселоне театральный кооператив Lliure Teatre, где работал без перерыва в течение многих лет (являясь его художественным руководителем с 1992 по 1998) и сыграл в более чем тридцати спектаклях.
В этом же десятилетии актёр пробует свои силы на телевидении, принимая участие в сериалах и ТВ-фильмах. В 1981 году к Омару пришла первая слава — в паре с Сильвией Мунт он снялся в драме Франсеска Бетриу «Площадь Алмаза».
Европейская и мировая популярность пришла к актёру уже в 2000-е годы. В 2004 году он снялся у Педро Альмадовара в нашумевшей картине «Дурное воспитание». В 2009 году опыт их сотрудничества был повторен в фильме «Разомкнутые объятия», где Омар разыграл прекрасную историю любви и страсти в дуэте с Пенелопой Крус. Не забывает Луис Омар и про ТВ и театр, регулярно принимая участие в телевизионных постановках и играя на сцене.

## Избранная фильмография
| Год       |   | Русское название                   | Оригинальное название      | Роль                     |
| --------- | - | ---------------------------------- | -------------------------- | ------------------------ |
| 1975—1979 | с | Гамлет, принц датский              | Lletres catalanes          | Горацио                  |
| 1981      | ф | Площадь Алмаза                     | La plaça del Diamant       | Кельме                   |
| 1984      | ф | Вам нравится                       | Al vostre gust             | Роланд                   |
| 1989      | ф | Если они скажут, что ты чувствуешь | Si te dicen que caí        | Палау                    |
| 1989      | ф | Свадьба Фигаро                     | Les noces de Fígaro        | Фигаро                   |
| 1989      | ф | Лунный мальчик                     | El niño de la luna         | человек из дома №1       |
| 1992      | ф | После сна                          | Después del sueño          | Бальтазар Оталь          |
| 1993      | ф | Птица счастья                      | El pájaro de la felicidad  | Фернандо                 |
| 1995      | ф | Положение вещей                    | El perquè de tot plegat    | учитель                  |
| 1995      | ф | Небесная механика                  | Mécaniques célestes        | Итало Медичи             |
| 1996      | ф | Селестина                          | La Celestina               | Плеберио                 |
| 1999      | ф | Город чудес                        | La ciudad de los prodigios | падре Онофре             |
| 2000      | ф | Умереть (или нет)                  | La ciudad de los prodigios | директор                 |
| 2000—2012 | с | Центральная больница               | Hospital Centra            | Модесто                  |
| 2003      | ф | Наедине со смертью                 | Cámara oscura              | капитан                  |
| 2004      | ф | Дурное воспитание                  | La mala educación          | сеньор Беренгер          |
| 2004      | ф | Ротвейлер                          | Rottweiler                 | Борг                     |
| 2005—.... | с | Аида                               | Aída                       | Сальвадор                |
| 2005—2006 | с | Личные мотивы                      | Motivos personales         | Андрес                   |
| 2005      | ф | Королевы                           | Reinas                     | Джачинто                 |
| 2005      | ф | Обаба                              | Obaba                      | Эстебан                  |
| 2006      | ф | Чёрная бабочка                     | Mariposa negra             | Мар                      |
| 2006      | ф | Борджиа                            | Los Borgia                 | Родриго Борджиа          |
| 2006      | ф | Бронежилет                         | Body Armour                | Марк Грамер              |
| 2007      | ф | Беспокойная Анна                   | Caótica Ana                | Исмаэль                  |
| 2007      | ф | Западня Ферма                      | La habitación de Fermat    | Хильберт                 |
| 2007      | ф | Замок в Испании                    | Un château en Espagne      | Луис Маркес              |
| 2007—2009 | с | Коррида - это жизнь                | Herederos                  | Луис Солер               |
| 2009      | ф | Разомкнутые объятия                | Los abrazos rotos          | Маттео Бланко/Гарри Кейн |
| 2010      | ф | Бумажные птицы                     | Pájaros de papel           | Энрике                   |
| 2010      | ф | Прозрение                          | Los ojos de Julia          | Айзек                    |
| 2010—2012 | с | Римская Испания, легенда           | Hispania, la leyenda       | Гальба                   |
| 2011      | ф | Ева: Искусственный разум           | Eva                        | Макс                     |
| 2012      | ф | Короли рулетки                     | The Pelayos                | Гонсало Пелайо           |
| 2012—2012 | с | Империя                            | Imperium                   | Гальба                   |